# Le Péage-de-Roussillon
Le Péage-de-Roussillon este o comună în departamentul Isère din sud-estul Franței. În 2009 avea o populație de 6.688 de locuitori.

## Evoluția populației
| An        | 1975  | 1982  | 1990  | 1999  | 2006  | 2009  |
| --------- | ----- | ----- | ----- | ----- | ----- | ----- |
| Populație | 6.243 | 6.182 | 5.879 | 6.351 | 6.585 | 6.688 |